# Sanjin Prcić
Sanjin Prcić (Belfort, 20 november 1993) is een Bosnisch voetballer die als middenvelder speelt.

## Clubcarrière
Prcić komt uit de jeugdopleiding van FC Sochaux en stroomde hier aan het eind van het seizoen 2011/12 door naar het eerste elftal. Tot een debuut dat seizoen kwam het niet en het seizoen daarop miste hij vanwege een afgescheurde kruisband. Prcić debuteerde op op 1 september 2013 in de Ligue 1, tegen AC Ajaccio. Tijdens het seizoen 2013/14 speelde hij 29 competitiewedstrijden voor Sochaux, dat aan het eind van het jaar degradeerde uit de Ligue 1.
Prcić tekende in juli 2014 een vierjarig contract bij Stade Rennais. Hij debuteerde op 16 augustus 2014 voor zijn nieuwe club, tegen Évian Thonon Gaillard. Na een uur spelen werd hij gewisseld voor Abdoulaye Doucouré. Stade Rennais won de wedstrijd met 6-2.
In het seizoen 2015/16 werd Prcić vervolgens door Stade Rennais verhuurd aan Torino. Zijn debuut voor Torino maakte hij op 25 oktober 2015, nadat hij in de 72ste minuut mocht invallen voor Giuseppe Vives in de wedstrijd tegen Lazio Roma (3-0 verlies).

## Clubstatistieken
| Seizoen         | Club            | Competitie      | Competitie | Competitie | Beker | Beker | League Cup | League Cup | Internationaal1 | Internationaal1 | Overig2 | Overig2 | Totaal | Totaal |
| Seizoen         | Club            | Competitie      | Wed.       | Dlp.       | Wed.  | Dlp.  | Wed.       | Dlp.       | Wed.            | Dlp.            | Wed.    | Dlp.    | Wed.   | Dlp.   |
| --------------- | --------------- | --------------- | ---------- | ---------- | ----- | ----- | ---------- | ---------- | --------------- | --------------- | ------- | ------- | ------ | ------ |
| 2011/12         | FC Sochaux      | Ligue 1         | 0          | 0          | 0     | 0     | 0          | 0          | 0               | 0               | —       | —       | 0      | 0      |
| 2012/13         | FC Sochaux      | Ligue 1         | 0          | 0          | 0     | 0     | 0          | 0          | —               | —               | —       | —       | 0      | 0      |
| 2013/14         | FC Sochaux      | Ligue 1         | 29         | 0          | 2     | 1     | 1          | 1          | —               | —               | —       | —       | 32     | 2      |
| Club totaal     | Club totaal     | Club totaal     | 29         | 0          | 2     | 1     | 1          | 1          | 0               | 0               | 0       | 0       | 32     | 2      |
| 2014/15         | Stade Rennais   | Ligue 1         | 14         | 0          | 1     | 0     | 2          | 0          | —               | —               | —       | —       | 17     | 0      |
| Club totaal     | Club totaal     | Club totaal     | 17         | 0          | 1     | 0     | 2          | 0          | 0               | 0               | 0       | 0       | 20     | 0      |
| 2015/16         | → Torino        | Serie A         | 2          | 0          | 1     | 0     | —          | —          | —               | —               | —       | —       | 3      | 0      |
| Club totaal     | Club totaal     | Club totaal     | 2          | 0          | 1     | 0     | 0          | 0          | 0               | 0               | 0       | 0       | 3      | 0      |
| 2015/16         | → Perugia       | Serie B         | 3          | 1          | 0     | 0     | —          | —          | —               | —               | —       | —       | 3      | 1      |
| Club totaal     | Club totaal     | Club totaal     | 3          | 1          | 0     | 0     | 0          | 0          | 0               | 0               | 0       | 0       | 3      | 1      |
| Carrière totaal | Carrière totaal | Carrière totaal | 51         | 1          | 4     | 1     | 3          | 1          | 0               | 0               | 0       | 0       | 58     | 3      |

Bijgewerkt t/m 25 oktober 2015

## Interlandcarrière
Nadat Prcić voor verschillende nationale jeugdelftallen was uitgekomen, maakte hij op 4 september 2014 zijn debuut in het nationale elftal van Bosnïë en Herzegovina. Hij deed dit in een vriendschappelijke wedstrijd die met 3–0 gewonnen werd tegen Liechtenstein.
| Interlands van Sanjin Prcić voor Bosnië en Herzegovina | Interlands van Sanjin Prcić voor Bosnië en Herzegovina | Interlands van Sanjin Prcić voor Bosnië en Herzegovina | Interlands van Sanjin Prcić voor Bosnië en Herzegovina | Interlands van Sanjin Prcić voor Bosnië en Herzegovina | Interlands van Sanjin Prcić voor Bosnië en Herzegovina |
| No.                                                    | Datum                                                  | Wedstrijd                                              | Uitslag                                                | Competitie                                             | Goals                                                  |
| Als speler van Stade Rennais                           | Als speler van Stade Rennais                           | Als speler van Stade Rennais                           | Als speler van Stade Rennais                           | Als speler van Stade Rennais                           | Als speler van Stade Rennais                           |
| ------------------------------------------------------ | ------------------------------------------------------ | ------------------------------------------------------ | ------------------------------------------------------ | ------------------------------------------------------ | ------------------------------------------------------ |
| 1.                                                     | 4 september 2014                                       | Bosnië en Herzegovina – Liechtenstein                  | 3 – 0                                                  | Vriendschappelijk                                      | 0                                                      |
| 2.                                                     | 9 september 2014                                       | Bosnië en Herzegovina – Cyprus                         | 1 – 2                                                  | Kwalificatie EK 2016                                   | 0                                                      |
| 3.                                                     | 16 november 2014                                       | Israël – Bosnië en Herzegovina                         | 3 – 0                                                  | Kwalificatie EK 2016                                   | 0                                                      |
| 4.                                                     | 31 maart 2015                                          | Oostenrijk – Bosnië en Herzegovina                     | 1 – 1                                                  | Vriendschappelijk                                      | 0                                                      |

Bijgewerkt t/m 31 maart 2015
1 Gallon ·
2 Hateboer ·
3 Truffert ·
4 Wooh ·
5 Theate ·
6 Matusiwa ·
7 Grønbaek ·
8 Santamaria ·
9 Kalimuendo ·
10 Gouiri ·
11 Blas ·
14 Bourigeaud ·
22 Assignon ·
23 Omari ·
28 Kamara ·
30 Mandanda  ·
33 D. Doué ·
34 Salah ·
36 Seidu ·
38 Jaouab ·
39 Lambourde ·
40 Lembet ·
41 Do Marcolino ·
43 Nagida ·
55 Østigård ·
80 Alemdar ·
Coach: Génésio
· Keeperstrainer: Sorin